# 黔南路
黔南路，北宋时设置的路。

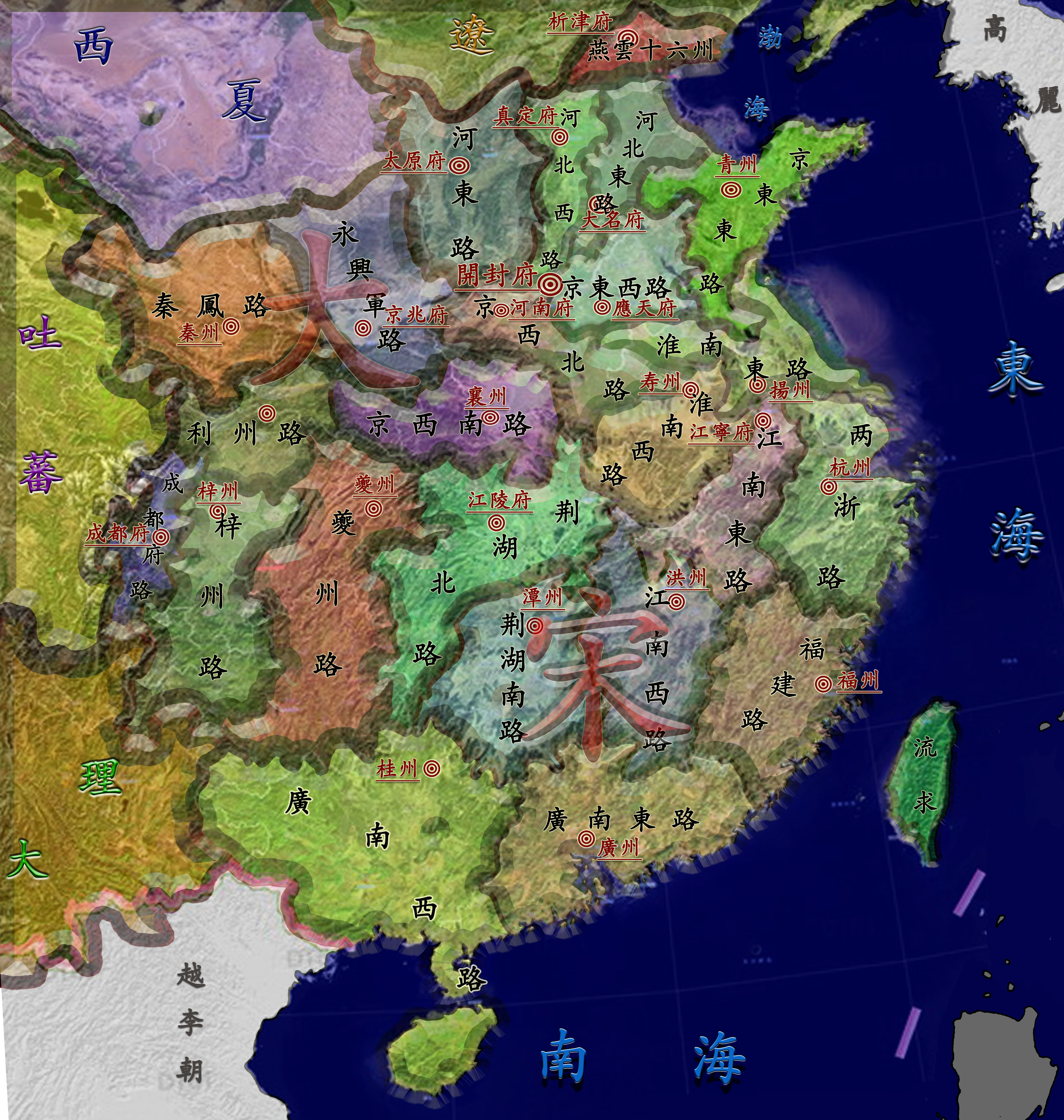
北宋 分路图

宋徽宗大观元年(1107年)，把广南西路分置广南西、黔南二路，黔南路治融州（今广西壮族自治区融水），融州、柳州（今广西柳州）、宜州（今广西宜山）、平州（今广西三江）、允州（今贵州省从江）、从州（今贵州榕江）属黔南路，之后并置庭州（今广西河池）、孚州（今广西环江）、观州（今广西南丹）也属黔南路；大观三年(1109年)，广南西、黔南二路合并为广西黔南路。